# Broderick Thompson
Broderick Thompson (Whistler, 19 aprile 1994) è uno sciatore alpino canadese.

## Biografia
Attivo in gare FIS dal dicembre del 2009, in Nor-Am Cup Thompson ha esordito l'8 dicembre 2010 a Lake Louise in discesa libera (58º) e ha colto il primo podio il 14 dicembre 2014 a Panorama in supergigante (3º). Ha debuttato in Coppa del Mondo il 29 novembre 2014 a Lake Louise in discesa libera, senza completare la prova, e il 19 febbraio 2015 ha ottenuto a Nakiska in discesa libera la prima vittoria in Nor-Am Cup.
Ai XXIII Giochi olimpici invernali di Pyeongchang 2018, suo esordio olimpico, si è classificato 35º nella discesa libera, 23º nel supergigante e 23º nella combinata e ai Mondiali di Cortina d'Ampezzo 2021, sua prima presenza iridata, si è piazzato 29º nella discesa libera, 11º nella combinata e non ha completato il supergigante; il 2 dicembre dello stesso anno ha ottenuto a Beaver Creek in supergigante il primo podio in Coppa del Mondo (3ª) e ai successivi XXIV Giochi olimpici invernali di Pechino 2022 è stato 8º nella combinata e non ha completato né la discesa libera né il supergigante. Ai Mondiali di Courchevel/Méribel 2023 non ha completato il supergigante e la combinata; è inattivo dal novembre di quello stesso anno.

## Palmarès

### Coppa del Mondo
- Miglior piazzamento in classifica generale: 74º nel 2022
- 1 podio:
  - 1 terzo posto

### Nor-Am Cup
- Miglior piazzamento in classifica generale: 12º nel 2017
- Vincitore della classifica di supergigante nel 2015
- 13 podi:
  - 3 vittorie
  - 6 secondi posti
  - 4 terzi posti

#### Nor-Am Cup - vittorie
| Data            | Località        | Paese       | Specialità |
| --------------- | --------------- | ----------- | ---------- |
| 9 febbraio 2015 | Nakiska         | Canada      | DH         |
| 6 febbraio 2016 | Copper Mountain | Stati Uniti | DH         |
| 2 marzo 2018    | Copper Mountain | Stati Uniti | SG         |

Legenda:

DH = discesa libera

SG = supergigante

### Campionati canadesi
- 3 medaglie:
  - 1 oro (discesa libera nel 2017)
  - 1 argento (discesa libera nel 2016)
  - 1 bronzo (discesa libera nel 2020)